# Madagaskar-Bergmaus
Die Madagaskar-Bergmaus (Monticolomys koopmani) ist eine mäuseartige Nagetierart aus der Unterfamilie der Madagaskar-Ratten (Nesomyinae). Die Art wurde erst 1996 entdeckt und bislang nur von fünf Exemplaren bekannt, die im zentralen Hochland Madagaskars gefunden wurden. Das Artepitheton ehrt den US-amerikanischen Mammalogen Karl F. Koopman (1920–1997).

## Merkmale
Die Madagaskar-Bergmaus ähnelt den Madagaskar-Großfußmäusen, mit denen sie eng verwandt sein dürfte, unterscheidet sich aber durch ein dunkleres Fell und deutlich kleinere Ohren. Wie diese hat sie vergrößerte Hinterbeine und einen sehr langen Schwanz und erinnert an die nicht verwandten Rennmäuse. Ihr Fell ist weich und dicht, es ist an der Oberseite dunkelbraun und an der Unterseite dunkelgrau gefärbt. Dies ist die kleinste Art der Madagaskar-Ratten, sie erreicht eine Kopfrumpflänge von 9 bis 10 Zentimetern, eine Schwanzlänge von 12 bis 14 Zentimeter und ein Gewicht von 25 bis 27 Gramm.

## Lebensraum und Lebensweise
Die fünf bislang gefundenen Exemplare wurden in Bergwäldern in 1600 bis 2000 Metern Höhe gefunden. Aus dem Körperbau schließt man, dass die Art ein guter Kletterer ist, ansonsten ist über die Lebensweise noch nichts bekannt.